# 北近畿タンゴ鉄道宮津線
宮津線（みやづせん）は、京都府舞鶴市の西舞鶴駅から同府宮津市の宮津駅を経由して兵庫県豊岡市の豊岡駅までを結ぶ、WILLER TRAINS（京都丹後鉄道、丹鉄）を第二種鉄道事業者、北近畿タンゴ鉄道 (KTR) を第三種鉄道事業者とする鉄道路線である。
営業上は西舞鶴駅から宮津駅までの区間に「宮舞線（みやまいせん）」、宮津駅から豊岡駅までの区間に「宮豊線（みやとよせん）」の愛称が付けられている。
本項目では、主に丹鉄移行前の概要について記すこととする。丹鉄移行後の運行形態・運行状況については以下の記事も参照。
- 京都丹後鉄道宮舞線（西舞鶴駅 - 宮津駅間）
- 京都丹後鉄道宮豊線（宮津駅 - 豊岡駅間）

## 概要
もとは日本国有鉄道（国鉄）・西日本旅客鉄道（JR西日本）の路線で、1990年4月1日から北近畿タンゴ鉄道 (KTR) が運営していたが、2015年4月1日からは京都丹後鉄道を第二種鉄道事業者、北近畿タンゴ鉄道を第三種鉄道事業者とする上下分離方式によって運行されている（後述）。
丹後半島の付け根を通り、日本三景の天橋立などへの観光の足となっている。

### 路線データ
- 路線距離（営業キロ）：83.6 km[2]
- 軌間：1,067 mm（狭軌）[2]
- 駅数：19駅（起終点駅含む）[2]
- 複線区間：なし（全線単線）[2]
- 電化区間：
  - 宮津 - 天橋立間 電化（直流1,500 V）[2]
  - 西舞鶴 - 宮津間、天橋立 - 豊岡間 非電化[2]
- 閉塞方式：特殊自動閉塞式（電子符号照査式）[2]
- 最高速度：85 km/h[2]
- 最小曲線半径：300 m[2]
- 最急勾配：25 ‰[2]

## 運行形態

### 広域輸送
沿線に観光地や海水浴場を数多く控えていることから、観光輸送や夏季の海水浴客輸送のために大阪・京都方面から多くの特急列車が設定されていた。かつては、舞鶴線西舞鶴駅経由でも京都方面との特急列車が設定されていたが、2008年3月15日のダイヤ改正ですべての特急列車が宮福線経由に変更され、西舞鶴駅 - 宮津駅間は快速・普通列車のみの運転となった。また、新大阪方面への直通列車は2011年3月12日のダイヤ改正で全廃された。
西舞鶴経由の優等列車（急行「丹波」・急行「大社」など）については「はしだて (列車)#沿革」および「きのさき (列車)#沿革」を参照。

### 地域輸送
普通列車は、沿線住民の生活のほかに、宮津駅・天橋立駅での特急接続を考慮したダイヤとなっている。
1 - 2時間に1本運行されている。夜間滞泊は西舞鶴駅・宮津駅・網野駅・豊岡駅で行っており、始発列車は西舞鶴行きが網野発6時06分、豊岡発5時56分、豊岡行きが宮津発5時54分、西舞鶴発6時17分である。最終は西舞鶴発が豊岡行き20時45分（宮津発は21時18分）、網野行きが22時（宮津発は35分）、22時台2本目の24分発が宮津行きである。豊岡発西舞鶴行きは21時26分（宮津発は22時49分）である。
観光型列車として一部の普通列車が「タンゴ悠遊号」「丹後あかまつ号」「丹後あおまつ号」「丹後くろまつ号」として運転される。

## 車両
京都丹後鉄道移行後の車両については「京都丹後鉄道宮舞線#車両」および「京都丹後鉄道宮豊線#車両」を参照のこと。

### 北近畿タンゴ鉄道移管後
- 気動車
  - 特急形
    - KTR8000形 - 北近畿タンゴ鉄道西舞鶴運転区所属
特急「はしだて」「たんごリレー」に使用。かつては特急「タンゴディスカバリー」に使用されていた。
    - KTR001形 - 北近畿タンゴ鉄道西舞鶴運転区所属
臨時列車用。かつては特急「タンゴエクスプローラー」「たんごリレー」に使用されていた。

  - 一般形
    - KTR700形・KTR800形 - 北近畿タンゴ鉄道西舞鶴運転区所属
普通列車用。一部は「丹後あかまつ」「丹後あおまつ」「丹後くろまつ」「コミューター車両」となっている。
    - MF100形・MF200形 - 北近畿タンゴ鉄道福知山運転支区所属
普通列車用。基本的に宮福線に使用されるが、宮津線にも極稀に使用されている。

#### JR西日本の車両
- 電車 - JR西日本福知山電車区所属
  - 特急形
    - 287系
特急「はしだて」に使用。
    - 183系（運用終了）
    - 381系（運用終了）
特急「はしだて」・「文殊」・「こうのとり」（臨時列車）に使用。

### 国鉄・JR西日本時代の車両
貨物列車は西舞鶴機関区（現在の北近畿タンゴ鉄道西舞鶴運転区）が、旅客列車は豊岡機関区（現在のJR西日本福知山電車区豊岡支所）の機関車が主に担当していた。宮津線は、京都府内の国鉄線では最後の蒸気機関車運転区間だった（1972年10月1日運用終了）。
- 蒸気機関車
  - 9600形 - 西舞鶴機関区所属
西舞鶴駅から網野駅まで（一部の列車は、舞鶴線経由、山陰本線綾部駅まで）の運転で、区間貨物列車や春の「チューリップ号」・夏の「はしだてビーチ」（天橋立駅まで）の専用牽引機だった。
  - C58形 - 豊岡機関区所属
小浜線と共通運用・全区間で運用。
- 気動車
  - 一般形 - 福知山機関区（現・JR西日本福知山運転所）所属
    - キハ10形・キハ17形
中舞鶴線（1972年11月1日で廃止）と共通運用。
    - キハ20形・キハ25形
    - キハ55形・キハ26形
    - キハ58形・キハ28形
    - キハ47形

  - 特急形 - 向日町運転所（現・JR西日本吹田総合車両所京都支所）所属
    - キハ82系
    - キハ181系

## 歴史
宮津線の周辺の鉄道を敷設しようとする動きは明治期からあり、特に後の宮福線にあたる福知山と結ぶ鉄道の計画は何度も繰り返されてきた。鉄道建設の運動をしていた地元の丹後鉄道急設期成同盟会では、民営による鉄道建設と運営の難しさを感じ、国による建設を訴える方向に転じた。これをうけて1918年（大正7年）の帝国議会で舞鶴（現在の西舞鶴駅）と峰山を結ぶ峰山線（みねやません）の建設予算案が通過した。
当初の建設計画では、舞鶴から真壁峠を越えて志高で由良川を渡り、由良川左岸に沿って下って現行ルートに取り付くようになっていた。しかし架橋の計画を知った上流の大江地区などからは、橋が水流の障害となって引き起こされる洪水への懸念から強い反対運動が起きた。そこで再調査の結果、1921年（大正10年）7月の計画変更で、神崎村まで由良川右岸に沿って下って、河口付近で由良川を横断する現行計画に改められた。
その後舞鶴側から工事が順次進められ、宮津線として網野まで1926年（大正15年）12月に開通した。さらに豊岡までも峰豊線（みねとよせん）として計画され、豊岡側からも工事が進められた結果1932年（昭和7年）8月に全通し、峰豊線は宮津線に編入された。
全通後は鉄道省 - 日本国有鉄道（国鉄）が運営をしてきたが、国鉄の経営悪化に伴い1980年（昭和55年）の日本国有鉄道経営再建促進特別措置法（国鉄再建法）の規定により、特定地方交通線（第3次）に指定された。その頃、国鉄が開業させる予定で建設が進められながら、同じく国鉄再建法の規定で建設中断となっていた宮福線を引き受ける第三セクター会社として宮福鉄道が設立されることになっていたことから、地元ではこの会社に宮津線も引き受けさせて第三セクター化することとした。宮津線はその後西日本旅客鉄道を経て、宮福鉄道を改称した北近畿タンゴ鉄道が1990年（平成2年）4月1日から承継した。同日廃止の鍛冶屋線・大社線と共に最後までJR運営で残った特定地方交通線であり、各線の廃止・経営移管を最後に特定地方交通線全線の転換が終了した。
第三セクター化後、宮福線の高速化・電化事業に関連して宮津 - 天橋立間の電化が実施され、京都や大阪方面から直通の特急電車が乗り入れるようになっている。
その一方で、過疎化やマイカー化等により、普通列車等の地域交通としての役割が揺らぎ、さらには高速道路の延伸に伴う観光客のマイカー・バスへの転移などもあって、赤字が山積してきており、特に天橋立-豊岡方面の乗客減が特に顕著なことから、北近畿タンゴ鉄道の経営主体の京都府は、兵庫県に対し、運行本数見直しや一部路線の廃止も含めた検討を始めたことが明らかとなり、地元自治体と検討会を設置し、2011年9月までに結論を出すとしていた。検討会（北部地域総合公共交通検討会）は、当初予定より1年遅れて2012年9月に「中間とりまとめ」を府に提出し、この中で上下分離方式の導入や経営組織の変更、設備更新投資、ダイヤ・企画乗車券の見直しなどの提言を盛り込んだ。
2015年4月1日に、鉄道運行事業が北近畿タンゴ鉄道からWILLER ALLIANCEの子会社であるWILLER TRAINS（京都丹後鉄道）に移譲された。これに伴い、京都丹後鉄道が第二種鉄道事業者、北近畿タンゴ鉄道が第三種鉄道事業者となり、上下分離方式による運行を開始した。同時に路線愛称と路線記号・駅番号が設定された。

### 年表

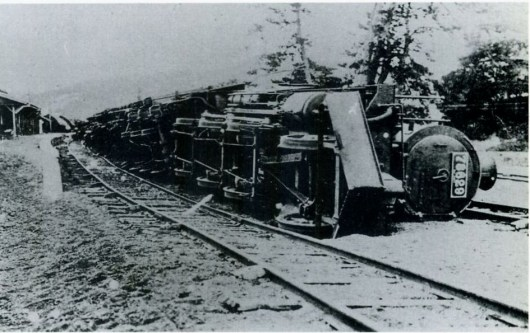
1927年の北丹後地震により網野駅構内で横転した8620形蒸気機関車牽引の列車

#### 国鉄→JR西日本
- 1924年（大正13年）4月12日：鉄道省 宮津線[9][注釈 1]の舞鶴（現在の西舞鶴駅） - 宮津間（15.5M≒24.94km）が開業。四所駅、東雲駅、丹後由良駅、栗田駅、宮津駅が開業[9]。
- 1925年（大正14年）
  - 7月31日：宮津線[11][注釈 1]の宮津 - 丹後山田間（6.8M≒10.94km）が開業。天橋立駅、岩滝口駅、丹後山田駅（現在の与謝野駅）が開業[11]。
  - 11月3日：宮津線[12][注釈 1]の丹後山田 - 峰山間（7.8M≒12.55km）が開業。口大野駅（現在の京丹後大宮駅）、峰山駅が開業[注釈 1][12]。
- 1926年（昭和元年）12月25日：宮津線[13][注釈 2]の峰山 - 網野間（4.5M≒7.24km）が開業。網野駅が開業[13]。
- 1927年（昭和2年）3月7日：18時27分に発生した北丹後地震（M7.3。峰山・網野を中心に死者2925人）で舞鶴 - 網野間が不通となったが、早期に復旧し、復旧復興の物資・人員輸送を担う。8日には天橋立駅まで、9日には丹後山田駅まで、14日には網野 - 口大野間が復旧。21日に全面復旧[14]。
- 1929年（昭和4年）12月15日：峰豊線[15][注釈 2]の豊岡 - 久美浜間（7.4M≒11.91km）が開業。但馬三江駅（現在のコウノトリの郷駅）、久美浜駅が開業[15]。
- 1930年（昭和5年）4月1日：営業距離の単位をマイルからメートルに変更（舞鶴 - 網野間 34.6M→55.7km、豊岡 - 久美浜間 7.4M→11.9km）。
- 1931年（昭和6年）5月25日：宮津線[16][注釈 2]の網野 - 丹後木津間 (5.6km) が開業。丹後木津駅（現在の夕日ヶ浦木津温泉駅）が開業[16]。
- 1932年（昭和7年）8月10日：峰豊線[注釈 2]の丹後木津 - 久美浜間 (10.8km) が開業[17]し、峰豊線が全通。峰山線と峰豊線を合わせた舞鶴 - 豊岡間が宮津線となる[17]。丹後神野駅（現在の小天橋駅）が開業[17]。
- 1944年（昭和19年）
  - 1月20日：舞鶴 - 四所間に高野信号場を開設。
  - 4月1日：舞鶴駅を西舞鶴駅に改称。
- 1946年（昭和21年）11月21日：高野信号場廃止。
- 1949年（昭和24年）6月1日：日本国有鉄道法施行に伴い、日本国有鉄道（国鉄）に移管。
- 1957年（昭和32年）6月22日：丹後神崎駅が開業。
- 1962年（昭和37年）3月1日：甲山駅（現在のかぶと山駅）が開業。
- 1963年（昭和38年）5月25日：口大野駅を丹後大宮駅に改称。
- 1972年（昭和47年）10月1日：山陰本線綾部（舞鶴線経由）・西舞鶴 - 網野間で京都府内の国鉄線で最後の蒸気機関車運転、西舞鶴機関区（現・北近畿タンゴ鉄道西舞鶴運転区）所属の9600形蒸気機関車を使用。
- 1980年（昭和55年）12月27日：「日本国有鉄道経営再建促進特別措置法」（国鉄再建法）公布、施行[10]。
- 1985年（昭和60年）3月14日：貨物営業廃止。
- 1986年（昭和61年）4月7日：国鉄、宮津線を含む第3次特定地方交通線12線の選定承認申請[10]。
- 1987年（昭和62年）
  - 1月19日：京都府知事、運輸大臣などに意見書を提出[10]。
  - 2月3日：運輸大臣、国鉄宮津線を含む第3次特定地方交通線8線の選定承認[10]。宮津線廃止承認（特定地方交通線第3次最終指定廃止対象）。
  - 4月1日：国鉄分割民営化に伴い、西日本旅客鉄道（JR西日本）に移管。
  - 9月22日：宮津線特定地方交通線対策協議会第1回会議開催[10]。
  - 12月21日：宮津線特定地方交通線対策協議会第2回会議開催[10]。
- 1988年（昭和63年）
  - 3月26日：宮津線問題対策協議会臨時総会開催。第三セクター鉄道としての存続を決議[10]。
  - 4月7日：宮津線特定地方交通線対策協議会第3回会議開催。第三セクター鉄道として存続を全会一致で合意決定[10]。
  - 4月28日：宮福鉄道（現在の北近畿タンゴ鉄道）第14回取締役会開催。宮津線の運営引き受けを決議[10]。
  - 6月22日：宮福鉄道第6回定時株主総会開催。この中で、「転換計画」合意決定時には宮津線の運営を引き受けることを決議。同日、宮津線特定地方交通線対策協議会第4回会議開催。この中で、宮津線の代替輸送事業者として、宮福鉄道が運営を引き継ぐこと等を内容とする「転換計画」を全会一致で合意決定[10]。
- 1989年（平成元年） 	
  - 8月1日：宮福鉄道が北近畿タンゴ鉄道に商号変更[1][10]。
  - 9月29日：運輸大臣、北近畿タンゴ鉄道が9月5日に申請した宮津線の第一種鉄道事業免許を認可[10]。

#### 北近畿タンゴ鉄道→京都丹後鉄道
- 1990年（平成2年）
  - 4月1日：宮津線が北近畿タンゴ鉄道に移管[1][10]。同時に、営業キロが変更され (84.0 km→83.6 km)、丹後山田駅を野田川駅に、丹後木津駅を木津温泉駅に改称。特急「タンゴエクスプローラー」が運転開始[1]。
  - 4月8日：早朝の回送列車（KTR001形3両編成）が、天橋立 - 岩滝口間（西舞鶴起点32.1km付近）において、前夜からの強風の影響で線路上に飛ばされてきたプレハブ住宅に衝突する事故が発生[18]。
- 1992年（平成4年）1月10日：列車無線運用開始。
- 1993年（平成5年）
  - 4月16日：宮津 - 天橋立間鉄道電化・高速化事業の基本計画及び鉄道施設変更認可申請[10]。
  - 5月13日：基本計画変更認可。同上工事の起工式を開催[10]。
  - 5月14日：鉄道施設変更認可[10]。
  - 6月10日：工事実施計画の指示、鉄道整備基金事業認定[10]。
  - 7月21日：電化・高速化事業の起工式を開催[10][19]。
- 1996年（平成8年）3月16日：宮津線の宮津 - 天橋立間が電化（直流1,500V）および高速化開業[10]。JR西日本の電車特急「はしだて」・「文殊」が運転開始。
- 2007年（平成19年）3月18日：「タンゴ悠遊号」が運転開始。
- 2008年（平成20年）
  - 3月：円山川橋梁の架け替え工事開始。
  - 3月15日：「タンゴ浪漫号」が運転開始。
- 2009年（平成21年）
  - 3月14日：「大江山タンゴ悠遊号」が宮福線福知山 - 網野間で運転開始。当線宮津 - 網野間に乗り入れ。
  - 5月10日：但馬三江駅に「コウノトリの郷駅」の愛称が設定される[20][21]。
  - 12月18日：宮津市由良にて、宮津行き普通列車が強風で線路に倒れてきた北近畿タンゴ鉄道の3本の通信用電柱のうちの1本に衝突。乗客30人に怪我はなし。
- 2010年（平成22年）
  - 4月5日 - 7日：但馬三江 - 豊岡間の円山川橋梁の架け替えのため、久美浜 - 豊岡間が終日運休・バス代替となる[22][23]。
  - 4月8日：始発より新円山川橋梁供用開始。
- 2011年（平成23年）
  - 3月12日：特急「文殊」が廃止。特急「たんごリレー」が運転開始。
  - 4月28日：北部地域総合公共交通検討会第1回会議[10]。
- 2012年（平成24年）9月11日：北部地域総合公共交通検討会第5回会議。中間とりまとめ[10]。
- 2013年（平成25年）由良川鉄橋を渡る「丹後あかまつ」から見た由良川、2018年3月

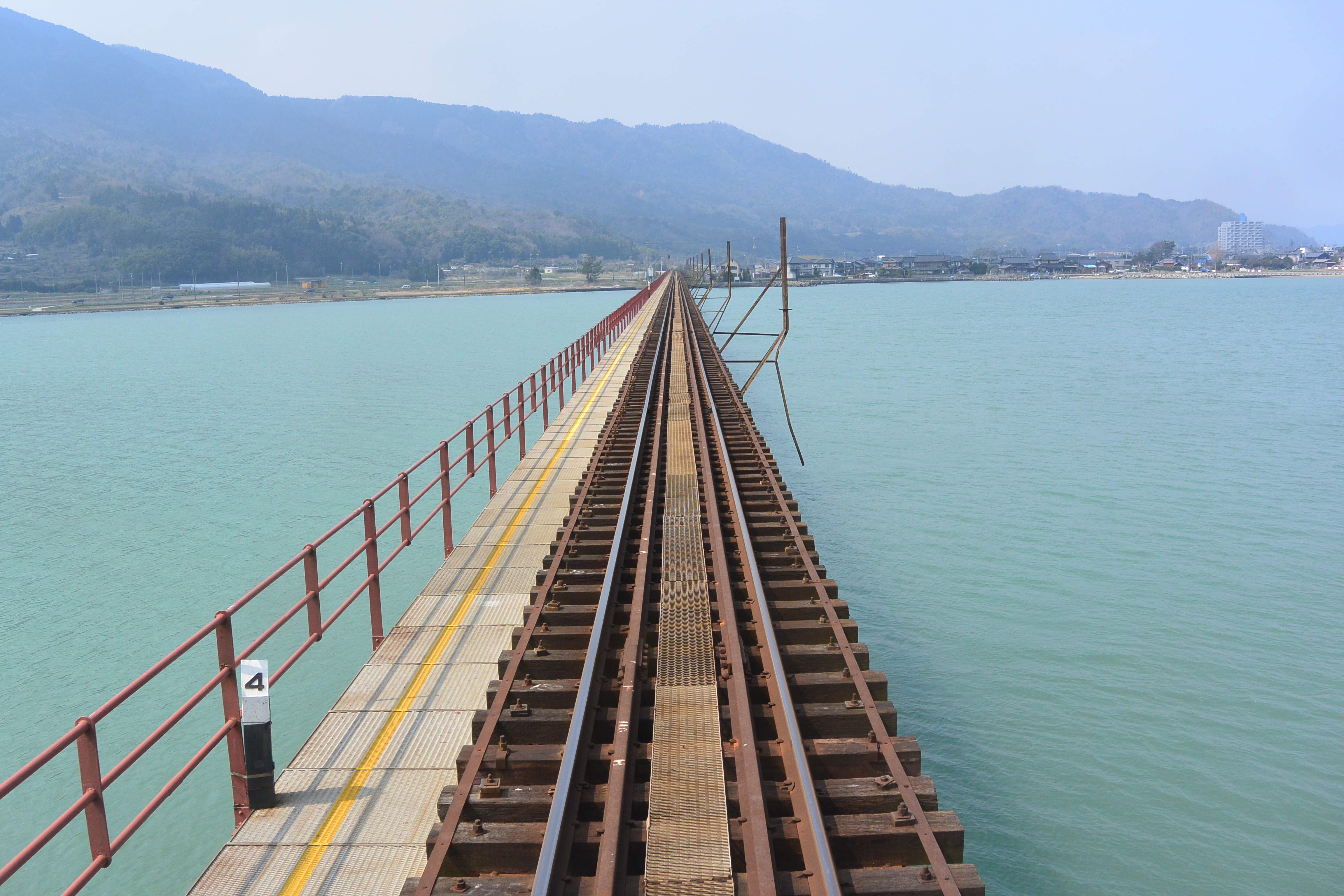
由良川鉄橋を渡る「丹後あかまつ」から見た由良川、2018年3月

  - 4月14日：「丹後あかまつ」「丹後あおまつ」運行開始[24]。
  - 4月23日：宮津市が地元住民グループに検討を依頼していた岩滝口駅の愛称が「阿蘇の入江駅」に決定[25]。
  - 5月：与謝野町の公募により、野田川駅の愛称が「美心 与謝野駅」に決定[26]。
  - 10月31日：北近畿タンゴ鉄道宮津線・宮福線の新たな運行会社募集開始[10]。
- 2014年（平成26年）
  - 2月21日：舞鶴市の公募により、同市内の3駅の愛称が決定。四所駅が「四所しだれ桜公園駅」、東雲駅が「安寿の里駅」、丹後神崎駅が「神崎海水浴場駅」[27]。
  - 5月9日：北近畿タンゴ鉄道宮津線・宮福線の新たな運行会社について、最適提案事業者の発表[10]。
  - 6月17日：京丹後市による公募により、同市内の7駅に愛称を設定。丹後大宮駅が「小町の里駅」、峰山駅が「羽衣天女の里駅」、網野駅が「静御前と乙姫の里駅」、木津温泉駅が「橘の里 夕日ヶ浦駅」、丹後神野駅が「日間の松原 小天橋駅」、甲山駅が「摩須郎女の里 かぶと山駅」、久美浜駅が「龍伝説の里駅」[28][29]。
- 2015年（平成27年）
  - 3月11日：鉄道事業再構築実施計画の国土交通大臣認定[10]。
  - 4月1日：鉄道事業再構築実施計画に基づき、鉄道運行事業をWILLER TRAINS（京都丹後鉄道）に移譲。京都丹後鉄道が第二種鉄道事業者、北近畿タンゴ鉄道が第三種鉄道事業者となり、上下分離方式による運行を開始[3][10]。同時に路線愛称を「宮舞線」（宮津 - 西舞鶴間）および「宮豊線」（宮津 - 豊岡間）とし、路線記号・駅番号を設定。野田川駅を与謝野駅、丹後大宮駅を京丹後大宮駅、木津温泉駅を夕日ヶ浦木津温泉駅、丹後神野駅を小天橋駅、甲山駅をかぶと山駅、但馬三江駅をコウノトリの郷駅に改称。

## 駅一覧
- 宮舞線
  - 西舞鶴駅 - 四所駅- 東雲駅 - 丹後神崎駅 - 丹後由良駅 - 栗田駅 - 宮津駅

- 宮豊線
  - 宮津駅 - 天橋立駅 - 岩滝口駅 - 与謝野駅 - 京丹後大宮駅 - 峰山駅 - 網野駅 - 夕日ヶ浦木津温泉駅 - 小天橋駅 - かぶと山駅 - 久美浜駅 - コウノトリの郷駅 - 豊岡駅